# BENG
BENG (bijna-energieneutrale gebouwen) omvat de energieprestatie-eisen voor nieuwe gebouwen in Nederland. Alle vergunningsaanvragen voor nieuwbouw (woningbouw en utiliteitsbouw) na 1 januari 2021 moeten voldoen aan de BENG-eisen. De gebruikte bepalingsmethode is NTA 8800. De BENG-eisen vervangen de energieprestatiecoëfficiënt (EPC), die in 1995 werd ingevoerd.
Naast de BENG eisen gaat ook een nieuwe zelfstandige eis gelden: de TOjuli (Temperatuuroverschrijding juli). De maximale waarde van TOjuli wordt op 1 januari 2021 1,2 (K).  De TOjuli is een maat voor de (kans op) een onaanvaardbare temperatuuroverschrijding in de woning. De TOjuli geldt vooralsnog alleen voor nieuwbouw woningen.

## Ontwikkeling
De BENG komt voort uit de Europese richtlijn energieprestatie van gebouwen (EPBD) en het Energieakkoord voor duurzame groei. In juli 2015 werden de eerste concept-eisen voor bijna energie-neutrale gebouwen in Nederland gepubliceerd door het ministerie van Binnenlandse Zaken en Koninkrijksrelaties. Berekeningen werden nog gebaseerd op de voor de energieprestatiecoëfficiënt gebruikte methode NEN 7120. 
In 2018 werd de concept BENG aangepast, waarbij de nieuwe berekeningsmethode NTA 8800 werd ingevoerd. De eisen geformuleerd in de BENG zijn in het vernieuwde voorstel minder hoog. Hier worden verschillende redenen voor gegeven. Ten eerste is dit een gevolg van de veranderde berekeningsmethode, ten tweede bleken de eisen problemen op te leveren voor bepaalde gebouwtypen waarmee de woningbouwopgave belemmerd zou worden en tot slot wordt elektriciteit uit het hoogspanningsnet voortaan als duurzamer aangemerkt dan voorheen (69% in plaats van 39%).
De datum waarna vergunningsaanvragen aan de BENG-eisen moeten voldoen is tweemaal verschoven wegens vertraging in de oplevering van de UNIEC 3 software. Deze software berekent of bouwplannen de gestelde normen behalen. De oorspronkelijke ingangsdatum was 1 januari 2020. Na eerder uitstel tot 1 juli 2020, werd begin 2020 bekendgemaakt dat de invoering van de BENG-eisen opnieuw met een half jaar werd uitgesteld tot 1 januari 2021.

## BENG-indicatoren
De energieprestatie-eisen onder BENG worden vastgesteld aan de hand van drie indicatoren. Deze indicatoren zijn gebaseerd op de Trias energetica, een driestappenstrategie voor een energiezuinig gebouwontwerp. De drie BENG-indicatoren zijn:
1. Energiebehoefte gebouw: de maximale energiebehoefte in kWh per m2 gebruiksoppervlak per jaar
2. Primair fossiel energiegebruik: het maximale primair fossiel energiegebruik, eveneens in kWh per m2 gebruiksoppervlak per jaar
3. Hernieuwbare energie: het minimale aandeel hernieuwbare energie in procenten

Isolatie, kierdichtheid, ligging, ramen etc. zijn allemaal van invloed op de energiebehoefte van een gebouw. Bij woningbouw wordt de benodigde energie voor koeling en verwarming per vierkante meter bij elkaar opgeteld, gebaseerd op gebruik van een vast ventilatiesysteem. Bij utiliteitsbouw wordt ook verlichting meegerekend. De energiebehoefte kan worden ingevuld met fossiele of hernieuwbare energie.
Voor het primair fossiel energieverbruik wordt het energieverbruik per vierkante meter voor verwarming, koeling, warm tapwater, ventilatie en verlichting (alleen utiliteitsbouw) bij elkaar opgeteld. Hernieuwbare, bij het gebouw opgewekte, energie wordt hier van afgetrokken. Het energieverbruik verschilt van de energiebehoefte, omdat hier ook rekening wordt gehouden met systeemverliezen, hulpenergie en de rendementen van de opwekkers.  
Het aandeel hernieuwbare energie wordt uitgedrukt in procenten en wordt berekend door de hernieuwbaar opgewekte energie van het gebouw te delen door het totaal van de hernieuwbare energie en het primair fossiel energieverbruik.

## Restwarmte
In het eerste concept voor de eisen zoals geformuleerd in de BENG was restwarmte niet opgenomen als een duurzame energiebron. Dit betekende dat het gebruik van warmtenetten mee zou tellen bij BENG 2 (primair fossiel energieverbruik). De inzet van restwarmte is juist bedoeld om het gebruik van extra (fossiele) brandstoffen terug te dringen, en de noodzakelijke inzet hiervan efficiënter te maken. Door een aanpassing in de Europese wetgeving eind 2018, kon bepaalde restwarmte toch als duurzame energie (BENG 3) worden ingezet, bijvoorbeeld uit datacenters.
Restwarmte (bijvoorbeeld) uit elektriciteitscentrales die gebruik maken van fossiele brandstoffen valt hier echter niet onder. Deze restwarmte wordt op dit moment wel veelvuldig ingezet als warmtebron voor warmtenetten. Gecombineerde elektriciteit- en warmte-opwekking (warmte-krachtkoppeling) leidt tot een efficiëntere benutting van de brandstof. Een gascentrale die alleen elektriciteit opwekt kan een rendement halen van 50-55%, als dit in combinatie met warmteproductie gebeurt gaat dit rendement naar 80-85%. Alternatief wordt de restwarmte met het koelwater ongebruikt afgevoerd.

## Bedrijven die BENG berekeningen maken
BENG-berekeningen mogen alleen door gecertificeerde personen worden uitgevoerd. Bedrijven die gecertificeerd zijn dienen BRL9500-w te zijn. De instanties die een certificaat mogen uitgeven zijn:
- SKG-IKOB
- Dekra Certification
- KIWA Nederland
- EPG